# رؤوف حاجی‌اف
رؤوف حاجی‌اف (ترکی آذربایجانی: Rauf Soltan oğlu Hacıyev; ۱۵ مهٔ ۱۹۲۲ – ۱۹ سپتامبر ۱۹۹۵) موسیقی‌دان، آهنگ‌ساز، سیاستمدار آذربایجانی اهل شوروی و دارنده جایزه هنرمند مردمی اتحاد جماهیر شوروی بود. وی ریاست اتحادیه آهنگ‌سازان و وزارت فرهنگ آذربایجان شوروی را در در کارنامه خود داشت.

## زندگی‌نامه
رؤوف حاجی‌اف ۱۵ مه ۱۹۲۲ در شهر باکوی آذربایجان شوروی زاده شد. وقتی که هنوز ۱۸ سال داشت، اولین اپرت خود را با عنوان «شوخی‌های دانشجویان» ساخت. در میان سال‌های ۱۹۴۸ تا ۱۹۴۹ در کنسرواتوار دولتی چایکوفسکی مسکو تحصیل گرفت. سپس، در سال ۱۹۵۳ از آکادمی موسیقی باکو که آنجا در کلاس‌های قارا قارایف حضور یافته بود، دانش‌آموخته شد. تا سال ۲۹۵۸ در حزب کمونیست اتحاد شوروی عضویت داشت.
رؤوف حاجی‌اف در سال ۱۹۶۴ سکاندار تالار دولتی فیلارمونیک آکادمیک آذربایجان شد. یک سال بعد به عنوان وزیر فرهنگ آذربایجان شوروی منصوب و تا سال ۱۹۷۱ در این پست ابقاء شد.
به ابتکار رهبران شوروی، رؤوف حاجی‌اف عهده‌دار مأموریت مشاوری کل فرهنگ این اتحادیه در سرتاسر قاره آفریقا شد و راه الجزایر را در پیش گرفت. در طول ۸ سال فعالیت در آفریقا، وی ۳ باله به نمایش درگذاشت، که بعداً در پاریس نیز به نمایش درآمد، و ۳ آکادمی در الجزایر همچون آکادمی رقص‌ها، آکادمی موسیقی و آکادمی تئاتر به راه انداخت.
به دنبال اینکه به شوروی بازگشت، ریاست اتحادیه آهنگ‌سازان آذربایجان شوروی را در دست گرفت که تا آخر عمرش متولی این پست شد.
رؤوف حاجی‌اف ۱۹ سپتامبر سال ۱۹۹۵ در شهر باکوی جمهوری آذربایجان درگذشته و پارک مفاخر باکو خاکسپاری شد.

## نشان‌ها و جوایز
- خادم هنر افتخاری آذربایجان شوروی
- هنرمند مردمی آذربایجان شوروی
- هنرمند مردمی اتحاد جماهیر شوروی
- نشان لنین
- نشان پرچم سرخ کار

وی همچنین برندهٔ جوایزی همچون جایزه هنرمند مردمی اتحاد جماهیر شوروی، نشان لنین، و نشان پرچم سرخ کار شده‌است.